# ياسين عدلي
ياسين عدلي (بالفرنسية: Yacine Adli)‏ هو لاعب كرة قدم فرنسي من أصول جزائري لعب سابقا في اكاديمية نادي باريس سان جيرمان. وحاليا يلعب في نادي فيورنتينا على سبيل الإعارة.

## روابط خارجية
- ياسين عدلي على موقع الاتحاد الأوربي (الإنجليزية)
- ياسين عدلي على موقع رابطة كرة القدم الفرنسية للمحترفين (الإنجليزية)
- ياسين عدلي على موقع إي إس بي إن إف سي (الإنجليزية)
- ياسين عدلي على موقع قاعدة بيانات كرة القدم.إي يو (الإنجليزية)
- ياسين عدلي على موقع ليكيب (الفرنسية)
- ياسين عدلي على موقع Soccerbase.com (لاعب) (الإنجليزية)
- ياسين عدلي على موقع Soccerway.com (الإنجليزية)
- ياسين عدلي على موقع عالم كرة القدم.نت (الإنجليزية)
- ياسين عدلي على موقع كووورة
- ياسين عدلي على موقع AS.com (الإسبانية)